# Ovide Decroly
Ovide Decroly (ur. 23 lipca 1871 w Ronse, zm. 10 września 1932 w Uccle) – belgijski psychiatra, psycholog i pedagog.
W 1901 roku założył Instytut Nauczania Specjalnego w Brukseli, przeznaczony dla dzieci odbiegających od normy. W 1907 roku otworzył szkołę nauczania początkowego własnej koncepcji, w której stosowano metodę tzw. „ośrodków zainteresowań”. Według tych założeń odrzucano podział materiału na przedmioty i lekcje, a podejmowano zagadnienia odpowiadające naturalnym zainteresowaniom dzieci, wyzwalając aktywność w zdobywaniu wiedzy. Zgodnie z tymi założeniami zreformowano system nauczania w szkołach brukselskich.
Głosił potrzebę wychowania „dla życia przez życie”. Jego założenia systemu dydaktycznego zrywały z rutyną szkoły tradycyjnej, odwoływał się do otaczającej dziecko rzeczywistości przyrodniczej i społecznej, uwzględniał zainteresowania, potrzebę aktywności dzieci.
Uważał, iż programy szkolne były źle dostosowane co do potrzeb dziecka, ponieważ były między sobą niewystarczająco powiązane, miały niewiele wspólnego z dziecięcymi zainteresowaniami, przez co dzieciom wydawały się sztuczne i bezsensowne.

## Główne prace
- Vers L'École rénovée (1921),
- Gry wychowawcze (1927, wydanie polskie 1931),
- Introduction à la pédagogie quantitative (1929)[1].